# خوانو هرناندز
خوانو هرناندز (انگلیسی: Juano Hernandez؛ ۱۹ ژوئیهٔ ۱۸۹۶ – ۱۷ ژوئیهٔ ۱۹۷۰) هنرپیشه سینما و تئاتر اهل کشور ایالات متحده آمریکا بود. وی بین سال‌های ۱۹۳۲ تا ۱۹۷۰ میلادی فعالیت می‌کرد.

## قسمتی از فیلم‌شناسی
- گروبردار
- مرگبار ببوس مرا
- دریانورد استثنایی
- نقطه فروپاشی

## مرگ
او در ۱۷ ژوئیه ۱۹۷۰ بر اثر خونریزی مغزی ۲ روز قبل از تولد ۷۴ سالگی خود در سن خوان درگذشت و در پارک یادبود سمنتریو بوکسدا، تروجیو آلتو، پورتوریکو به خاک سپرده شد .